# Josef Kowalski (General)
Josef Kowalski (* 12. März 1946) ist ein Brigadegeneral außer Dienst des Heeres der Bundeswehr. Er war zuletzt bis März 2008 Vizepräsident des Amtes für den Militärischen Abschirmdienst.

## Leben
Kowalski wuchs in Hummersen auf und absolvierte 1966 das Abitur auf dem König-Wilhelm-Gymnasium Höxter. Er absolvierte von 1978 bis 1980 den 21. Generalstabslehrgang Heer an der Führungsakademie der Bundeswehr in Hamburg, wo er zum Offizier im Generalstabsdienst ausgebildet wurde. Als Oberst war er von Oktober 1990 bis April 1993 Chef des Stabes der 4. Panzergrenadierdivision. In seiner letzten Verwendung war er Vizepräsident des Militärischen Abschirmdienstes in der Konrad-Adenauer-Kaserne in Köln und wurde mit Ablauf des März 2008 in den Ruhestand versetzt.
Kowalski ist katholisch, verheiratet und wohnt in Höxter.